# 國場幸之助
國場 幸之助（こくば こうのすけ、1973年1月10日 - ）は、日本の政治家。自由民主党所属の衆議院議員（5期）、自由民主党総裁特別補佐、自由民主党政務調査会内閣第一部会長。
国土交通副大臣、外務大臣政務官、沖縄県議会議員（2期）、自由民主党選挙対策副委員長、同政務調査会国防部会長、同副幹事長、同沖縄県支部連合会会長、同国会対策副委員長を歴任した。
父方の大叔父は衆議院議員を務めた國場幸昌、祖父は國場組創業者の國場幸太郎。義父は沖縄県議会議員を務めた西田健次郎。

## 来歴

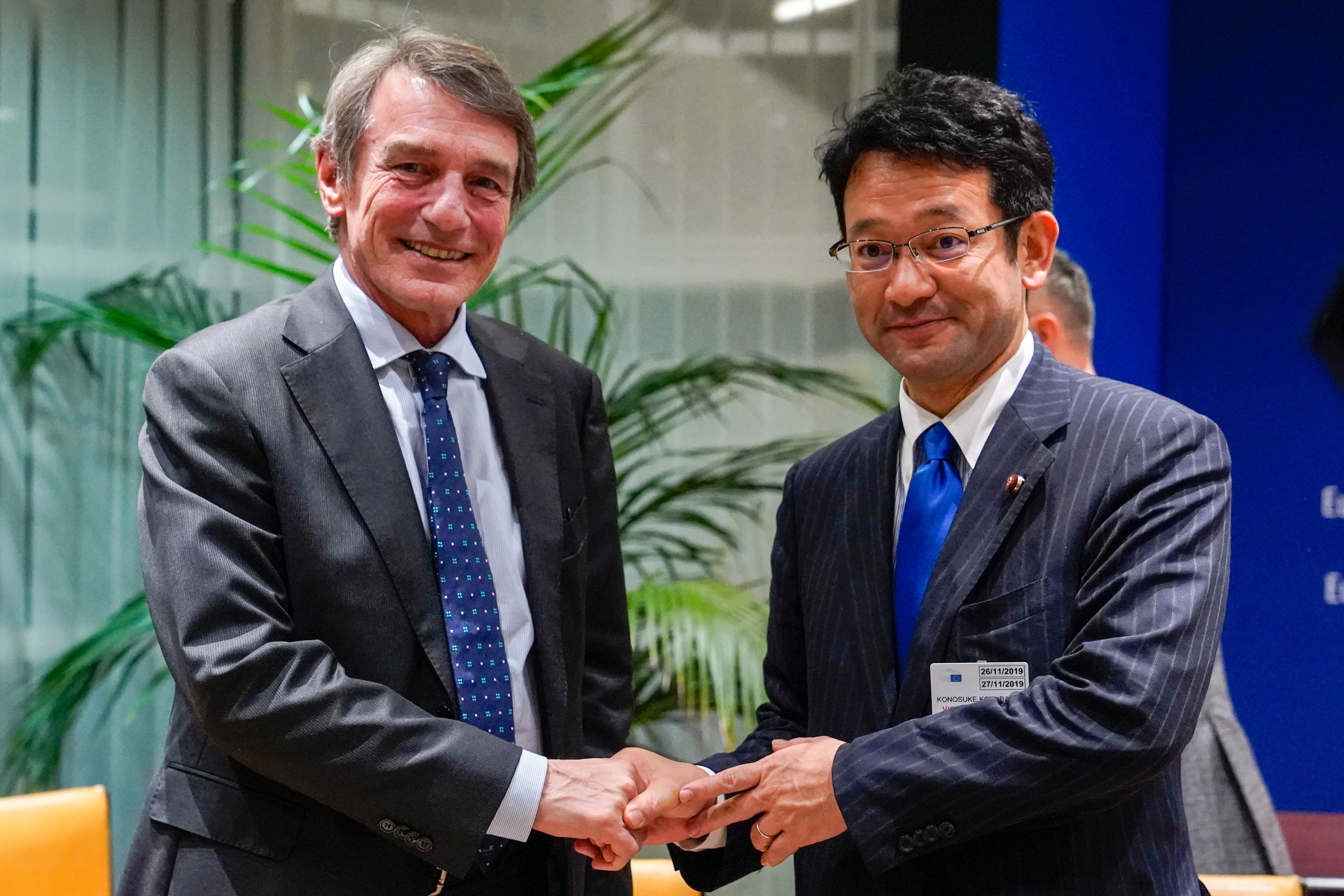
2019年、ダヴィド・サッソリと

沖縄県那覇市生まれ。生家はゼネコン「國場組」の創業者一族で、父は元國場組代表取締役社長の國場幸治。那覇市立開南小学校、那覇市立上山中学校、沖縄尚学高等学校卒業。学生時代に政治家を志す。高校卒業後、1年間の浪人生活を経て日本大学文理学部哲学科に入学するも古代ギリシャ語で挫折し、中退した。その後、保守系政治家を多く輩出した早稲田大学雄弁会に憧れ、早稲田大学社会科学部社会科学科に入学した。岡沢憲芙ゼミで比較政治学を専攻し、雄弁会では幹事長を務めた。卒業後はアメリカ合衆国のコロンビア大学に語学留学した。
帰国後、1998年の沖縄県知事選挙で当選した稲嶺惠一の秘書を務めた。2000年、沖縄県議会議員選挙に保守系無所属で那覇市選挙区から出馬し、トップ当選した。沖縄県議会で、20代の議員が誕生するのは史上初だった。当選後、自由民主党に入党した。
2003年、県議を辞職。同年11月の第43回衆議院議員総選挙に沖縄3区から保守新党の推薦を受けて無所属で出馬したが、自民党前職の嘉数知賢、社会民主党前職の東門美津子に次ぐ3位で落選した。なお、前回の第42回衆議院議員総選挙では義父の西田が無所属の会公認で出馬しており、同区は2度続けての保守分裂選挙であった。2004年の県議選では自民党の公認を受けられず無所属で出馬、再び那覇市選挙区でトップ当選。当選後、自民党に復党した。
2008年、自民党沖縄県第1選挙区支部は次期衆議院議員総選挙で、沖縄1区に國場を擁立する方針を決定する。自民党は自公連立政権下での選挙協力により、2000年の第42回衆議院議員総選挙から沖縄1区に公認候補を立てず、公明党の白保台一に譲っていたが、白保が2005年の第44回衆議院議員総選挙で下地幹郎に敗れて落選したため、独自候補の擁立を模索していた。そのため國場は、2008年の県議選への立候補を見送った。白保は当初、返り咲きに意欲を見せていたが、同年8月に引退を表明し、公明党は國場を推薦した。しかし、2009年の第45回衆議院議員総選挙では国民新党前職の下地幹郎に敗れ、比例復活も出来ず落選した。
落選後も県議には復帰せず、2012年の第46回衆議院議員総選挙に再び沖縄1区から自民党公認で出馬。「沖縄復帰日の5月15日を国民の休日（主権回復記念日）にする」「日米地位協定の改定」「米軍普天間基地の県外移設」等を公約に掲げ、現職の閣僚である国民新党幹事長の下地を破り、当選した。
2014年の第47回衆議院議員総選挙では、沖縄1区で日本共産党の赤嶺政賢に敗れたが、比例九州ブロックにて復活し、再選。2015年5月、歴史修正主義的なナショナリズムを排除した保守を目指し、戦後70年の日本の歩みを検証する勉強会「過去を学び“分厚い保守政治”を目指す若手議員の会」の立ち上げに参加し、國場、武井俊輔、石崎徹の3人の衆議院議員（いずれも当選2回）が共同代表世話人に就任した。
2017年の第48回衆議院議員総選挙では、赤嶺に惜敗率89.8%で敗れたものの、比例九州ブロックで3選した。
2018年4月、沖縄県出身者としては初めて自民党副幹事長に就任。自民党沖縄県連会長に就任。
2018年10月、沖縄県知事選・豊見城市長選・那覇市長選で自民党が推した候補がいずれも敗北したことを受け、自民党沖縄県連会長の辞任を表明した。
2019年9月、自民党副幹事長に再任。
2020年9月、沖縄県出身者として初めて外務大臣政務官に就任。
2021年10月31日、第49回衆議院議員総選挙で再び赤嶺に敗れるも比例復活で4選。
2022年2月3日、自民党総裁特別補佐に就任。
2022年5月、ロシアのウクライナ侵攻に伴う日本政府の制裁措置に対するロシア政府による日本への報復措置（ロシア連邦への日本政府の政策に対する報復措置に関してのロシア外務省声明）によって、ロシア連邦への入国を恒久的に禁止された。
2023年9月、第2次岸田第2次改造内閣にて国土交通副大臣に就任。
2024年10月27日、第50回衆議院議員総選挙で赤嶺に敗れるも比例復活で5選。

## 人物・不祥事・騒動

### 公職選挙法違反の疑い
2017年の衆院選期間中、沖縄県の選挙区から出馬した自民党の3議員（西銘恒三郎、国場、宮崎政久）が代表を務める政党支部が、2015年に米軍普天間飛行場（宜野湾市）の名護市辺野古移設の関連工事を受注した業者から献金を受けていたことを報じられ、西銘と国場の事務所は取材に「誤解を与えないよう返金した」とコメントした。一方、宮崎の事務所は「担当者が不在で対応できない」とし、各支部の政治資金収支報告書によると、献金をしたのは沖縄県浦添市の建設業者。各支部にそれぞれ20万円ずつ寄付していた。国と契約を結んでいる業者から国政選挙に関する献金を受け取っていたとして公職選挙法（特定寄付の禁止）に抵触する可能性が指摘されている。

### 傷害容疑で書類送検
2018年4月29日、前日に自民党県連会長に就任し、その翌日の未明、那覇市松山の路上で女性と口論し、止めに入った観光客に殴られるなどし、右足の骨折や顔面打撲などの大ケガをした。相手の男性も服のボタンが外れるなどしたが、双方とも被害届は出さなかった。那覇警察署は國場と観光客の男性の２人を傷害容疑で書類送検した。のちに國場は不起訴。

### 秘書によるハンスト団体への暴言
2019年1月、米軍普天間飛行場の名護市辺野古への移設の賛否を問う県民投票に5市が不参加を表明したことに抗議するハンガー・ストライキ終了後、国場の政策秘書を務める田中慧がツイッターに「ハンストは自分の命を人質にしたテロと同質」「今後はハンストに対してはさっさと死ねという言葉だけを浴びせる」などと書き込んだ。国場は秘書にハンストを行った団体の代表に謝罪させた。

### ダブル不倫疑惑
2019年4月、ボランティアスタッフであり、かつ前年の傷害事件で一緒にいたとされる女性の元夫から、離婚の原因は國場と女性による不貞行為だとして提訴された。週刊誌に女性との赤裸々なLINEメッセージが暴露され話題となった。その後、和解が成立した。

### 暴力団幹部への仲介依頼疑惑
2020年11月、週刊文春は、義父で元沖縄県議の西田健次郎が国場の不倫騒動で指定暴力団「沖縄旭琉會」の総長に示談の仲介役を依頼し、その弁明書も入手したことを報じた。一方、国場は報道内容を否定している。

### 政治資金収支報告書の不記載
2020年12月、政治資金収支報告書に関し、過去3年間で与野党を通じて最も不記載の金額が多かった議員として名前が挙げられた。宏池政策研究会から国場の後援会が受けた合計620万円の寄付を記載していなかった。

### 旧統一教会との関係
- 2013年1月、世界平和統一家庭連合（旧統一教会）系メディアの『世界日報』のインタビューに応じ、今後の抱負などを語った[37][38]。
- 2020年8月15日、統一教会の関連団体「沖縄県平和大使協議会」は有識者フォーラムを開催。日本統一教会会長の徳野英治が講演した同会合に島尻安伊子とともに来賓として出席し、挨拶した[39]。
- 2021年7月、統一教会の関連団体「世界平和連合」は第49回衆院選に向けて、國場に推薦状を出した[39]。
- 2022年1月24日、統一教会の関連団体「天宙平和連合」と「世界平和国会議員連合」の共催による「THINK TANK 2022 第4回ILC国際ウェビナー」がソウルの国会図書館大講堂で開催。「日韓トンネル実現九州連絡協議会」会長の梶山千里[40]が出席した同イベントに國場は祝電を出した[41][42][43]。

## 政策・主張

### 憲法改正
日本国憲法の改正に賛成。改正すべき項目として、戦争放棄と自衛隊・緊急事態条項・衆議院の解散を挙げる。

### 安全保障
集団的自衛権の行使を禁じた内閣法制局の憲法解釈の見直しに賛成。

### 経済・財政
消費税10%にどちらかと言えば賛成。増えるべき税収の使いみちとして、幼児教育の無償化や高等教育の負担軽減を挙げる。

### 労働・社会福祉
働き方改革関連法案の立法に際し、沖縄と鹿児島の砂糖製造業への残業時間の上限制導入について、繁忙期の季節労働者の確保や技術習得、宿舎整備などには3年では足りず5年は必要だとの製糖業関係者の声を予算委員で指摘、現地視察など働きかけ、法施行からの準備期間を3年から5年の延長を実現した。

### 普天間移設問題
普天間基地移設問題について、第46回衆議院議員総選挙では辺野古への移設を容認する党本部の方針に反して「県外移設」を公約に掲げ、当選後も同様の主張を行っていた。また選挙前の2010年4月6日、自身のブログで代替施設建設案を提示した民主党政権に対し、公約違反を厳しく批判していた。
2013年4月、同様に普天間飛行場の県外移設を主張していた沖縄4区選出の西銘恒三郎、沖縄県選挙区選出の島尻安伊子が党本部からの要請により、辺野古への移設を事実上容認する姿勢に転向したが、國場は転向を拒否し、7月の第23回参議院議員通常選挙において党本部が辺野古への移設の推進を掲げた際も、県外移設を求める方針を堅持する考えを強調した。
しかし、参院選後に高村正彦副総裁ら自民党幹部が相次ぎ、辺野古移設を容認しない所属国会議員への離党勧告を示唆した。11月19日に石破茂幹事長から辺野古移設を容認するよう説得を受け、25日に記者会見を開いて、正式に辺野古への移設を容認する意向を表明した。これに対し、県外移設を求めてきた自民党所属の那覇市議らは強く反発し、那覇市議会の保守系会派「新風会」に所属する10議員及び会派「自由民主党」に所属する4議員の計14名は國場が支部長を務める自民党沖縄1区支部の役職を一斉に辞任した。

### 家族制度
選択的夫婦別姓制度導入について、「結婚したら全員が夫婦同姓にすべき」と2016年に回答していたが、2021年3月に自民党有志が設立した「選択的夫婦別氏制度を早期に実現する議員連盟」に参加し、同連盟の幹事に就任している。

### その他
女性宮家の創設に反対。

## 著作

### 単著
- 『われ、沖縄の架け橋たらん』（2014年、ケイアンドケイプレス、ISBN 978-4906674602）
- 『「沖縄保守」宣言』（2019年、ケイアンドケイプレス、ISBN 978-4-906674-73-2）

### 寄稿
- 「國場幸之助　「慰霊の日」に沖縄を問い直す」『月刊日本』、2014年7月号[56]
- 「國場幸之助　５・15こそ真の主権回復記念日だ！」『月刊日本』、2013年5月号[57]

## 出演

### ラジオ
- 「國場幸之助のラジオタックル」（2017年 - 、エフエム二十一[58]、エフエム琉球[59]、FMくめじま）

## 所属団体・議員連盟
- 自民党たばこ議員連盟[60]
- 自由民主党たばこ特別委員会（幹事）[61]
- 宏池会（岸田派）[62]
- 自由民主党美ら島議員連盟[62]
- 日本会議国会議員懇談会[62]
- 創生「日本」[62]
- 伝統と創造の会[62]
- 遺家族議員協議会[62]
- みんなで靖國神社に参拝する国会議員の会[62]
- 硫黄島問題懇話会[62]
- 自由民主党防衛施設問題に関する議員連盟[62]
- 日本の領土を守るため行動する議員連盟[62]
- 空手道推進議員連盟[62]
- 専修学校等振興議員連盟[62]
- 世界自然遺産を活かした南西諸島活性化議員連盟[62]
- 国立公園レンジャー振興議員連盟[62]
- 海事振興議員連盟[62]
- 港湾議員連盟[62]
- 海上保安議員連盟[62]
- クルーズ船観光振興議員連盟[62]
- 観光産業振興議員連盟[62]
- 生活衛生議員連盟[62]
- 漁港漁場漁村整備促進議員連盟[62]
- 水産政策推進議員協議会[62]
- かつお・まぐろ漁業推進議員連盟[62]
- 農業委員会等に関する議員懇話会[62]
- 果樹農業振興議員連盟[62]
- 有機農業推進議員連盟[62]
- 国民医療を守る議員の会[62]
- 薬剤師問題議員懇談会[62]
- 国民歯科問題議員連盟[62]
- 看護問題対策議員連盟[62]
- 海洋国日本の災害医療の未来を考える議員連盟[62]
- 自由民主党統合医療推進議員連盟[62]
- 保険制度改善推進議員連盟[62]
- 自治体病院議員連盟[62]
- 脳卒中対策を考える議員の会[62]
- 肝炎対策推進議員連盟[62]
- ハンセン病対策議員懇談会[62]
- 運動器の健康を増進させ健康寿命を延伸させる議員連盟[62]
- 介護福祉議員連盟[62]
- 全国保育関係議員連盟[62]
- 自由民主党母子寡婦福祉対策議員連盟[62]
- 障がい者の自立のために所得向上をめざす議員連盟[62]
- シルバー人材センター活性化議員連盟[62]
- 栄養士議員連盟[62]
- 栄養教諭議員連盟[62]
- 自由民主党学童保育推進議員の会[62]
- 行政書士制度推進議員連盟[62]
- 土地家屋調査士制度改革推進議員連盟[62]
- 小規模企業税制確立議員連盟[62]
- 公共工事品質確保に関する議員連盟[62]
- 建築設計議員連盟[62]
- 建設技能者を支援する議員連盟[62]
- 建設現場における墜落災害撲滅・安全足場設置推進議員連盟[62]
- 生コン議員連盟[62]
- 自動車議員連盟[62]
- トラック輸送振興議員連盟[62]
- 自由民主党タクシー・ハイヤー議員連盟[62]
- 自由民主党バス議員連盟[62]
- 地域公共交通の活性化及び再生を目指す議員連盟[62]
- 物流倉庫振興推進議員連盟[62]
- 住宅対策促進議員連盟[62]
- 賃貸住宅対策議員連盟[62]
- マンション対策議員連盟[62]
- 住生活向上のための政策推進議員連盟[62]
- スポーツ議員連盟[62]
- 自由民主党モータースポーツ振興議員連盟[62]
- 自由民主党オートバイ議員連盟[62]
- 珠算教育振興議員連盟[62]
- 証券市場育成等議員連盟[62]
- 史跡保全議員連盟[62]
- 治水議員連盟[62]
- 更生保護を考える議員の会[62]
- 街の酒屋さんを守る国会議員の会[62]
- 和紙の未来を創る議員連盟[62]
- ビジネスジェットの利用促進議員連盟[62]
- 国際観光産業振興議員連盟[62]
- 心理職の国家資格化を推進する議員連盟[62]
- 資源確保戦略推進議員連盟[62]
- 警備業の更なる発展を応援する議員連盟[62]
- 自由民主党インターネットメディア利活用推進議員連盟[62]
- 自由民主党冠婚葬祭互助制度振興議員連盟[62]
- 自民党お祭り議員連盟[62]
- 中小印刷産業振興議員連盟[62]
- 双子・三つ子、2人目・3人目を産み育てやすい社会を目指す議員連盟[62]
- 産業・資源循環議員連盟[62]
- 指定自動車教習所を応援する議員連盟[62]
- エアロビック普及推進議員連盟[62]
- 日本食文化普及推進議員連盟[62]
- 焼酎文化振興議員連盟[62]
- 俳句のユネスコ無形文化遺産への登録を目指す議員連盟[62]
- JICA議員連盟[62]
- 日米国会議員連盟[62]
- 日本インド友好議員連盟[62]
- 日本ハワイ友好議員連盟[62]
- 日本・太平洋島嶼国友好議員連盟[62]
- 日韓議員連盟[62]
- 日華議員懇談会[62]
- 日本台湾経済文化交流を促進する議員の会[62]
- 日本香港友好議員連盟[62]
- 日本マカオ友好議員連盟[62]
- 日本・カンボジア友好議員連盟[62]
- 日本ミャンマー友好議員連盟[62]
- 日本シンガポール友好促進議員連盟[62]
- 日英友好議員連盟[62]
- 日本アイルランド友好議員連盟[62]
- 日本キプロス友好議員連盟[62]
- 日本アフリカ連合（AU）友好議員連盟[62]
- 選択的夫婦別氏制度を早期に実現する議員連盟（幹事）
- 人権外交を超党派で考える議員連盟 [63]

## 選挙歴
| 当落 | 選挙                     | 執行日         | 年齢 | 選挙区       | 政党       | 得票数    | 得票率 | 定数 | 得票順位 /候補者数 | 政党内比例順位 /政党当選者数 |
| ---- | ------------------------ | -------------- | ---- | ------------ | ---------- | --------- | ------ | ---- | ------------------ | ---------------------------- |
| 当   | 2000年沖縄県議会議員選挙 | 2000年6月      | 27   | 那覇市選挙区 | 無所属     | 1万1598票 | ーー   | 11   | 1/17               | /                            |
| 落   | 第43回衆議院議員総選挙   | 2003年11月09日 | 30   | 沖縄県第3区  | 無所属     | 3万5149票 | 21.48% | 1    | 3/4                | /                            |
| 当   | 2004年沖縄県議会議員選挙 | 2004年6月6日   | 31   | 那覇市選挙区 | 自由民主党 | 1万1363票 | ーー   | 11   | 1/14               | /                            |
| 落   | 第45回衆議院議員総選挙   | 2009年08月30日 | 36   | 沖縄県第1区  | 自由民主党 | 6万3017票 | 38.00% | 1    | 2/4                | 13/7                         |
| 当   | 第46回衆議院議員総選挙   | 2012年12月16日 | 39   | 沖縄県第1区  | 自由民主党 | 6万5233票 | 43.07% | 1    | 1/4                | /                            |
| 比当 | 第47回衆議院議員総選挙   | 2014年12月14日 | 41   | 沖縄県第1区  | 自由民主党 | 5万3241票 | 39.82% | 1    | 2/3                | 4/8                          |
| 比当 | 第48回衆議院議員総選挙   | 2017年10月22日 | 44   | 沖縄県第1区  | 自由民主党 | 5万4468票 | 35.86% | 1    | 2/4                | 5/7                          |
| 比当 | 第49回衆議院議員総選挙   | 2021年10月31日 | 48   | 沖縄県第1区  | 自由民主党 | 5万4532票 | 37.38% | 1    | 2/3                | 6/8                          |
| 比当 | 第50回衆議院議員総選挙   | 2024年10月27日 | 51   | 沖縄県第1区  | 自由民主党 | 4万2104票 | 32.18% | 1    | 2/4                | 4/7                          |